# Cryptonanus
Cryptonanus is een in 2005 beschreven geslacht uit de familie opossums (Didelphidae). Het geslacht omvat verschillende vormen, die tot 2005 tot Gracilinanus werden gerekend. Ze werden allemaal als synoniemen van andere soorten gezien. De wetenschappelijke naam is afgeleid van de Griekse woorden κρυπτος (verborgen) en νανος (dwerg). Het geslacht is zo genoemd omdat zijn ware taxonomische identiteit lang verborgen is door synonymie. Volgens de meeste fylogenetische analyses behoort het geslacht tot een groep met de geslachten Gracilinanus, Thylamys en Lestodelphys. Cryptonanus-soorten komen waarschijnlijk meestal voor in natte graslanden. Het geslacht komt voor van Noordoost-Brazilië tot Oost-Bolivia en Midden-Argentinië, maar de verspreiding is mogelijk veel groter.

## Eigenschappen
Cryptonanus-soorten zijn klein (15 tot 40 gram). Ze hebben een "ring" van donkere vacht rondom de ogen in contrast met lichtere vacht op de wangen en het voorhoofd. Er zit geen patroon in de rugvacht, die normaal grijs- of roodachtig bruin is. De buikvacht is variabel. De derde en vierde vinger zijn ongelijk en langer dan de tweede en de vijfde. De klauwen zijn kort. De vierde teen is langer dan de derde en de vijfde. Soorten van het geslacht hebben geen buidel, maar wel een cloaca. De melkklierformule varieert van 4+1+4=9 tot 7+1+7=15. De staart lijkt naakt, maar er zitten korte haren op. Verder verschilt het geslacht in een groot aantal craniale en dentale kenmerken van andere geslachten. Waarschijnlijk is het echter niet mogelijk om Gracilinanus- en Cryptonanus-soorten van elkaar te onderscheiden in het veld. Een belangrijk verschil is dat de tweede en derde valse kies bij Gracilinanus-soorten ongeveer even groot zijn, terwijl de derde groter is bij Cryptonanus-soorten.

## Ontdekkingsgeschiedenis
Hoewel de eerste vormen al in 1931 werden beschreven, werd het geslacht pas in het begin van de 21e eeuw herkend. Dat kwam doordat de beschrijvers, onder andere Robert Voss, merkten dat enkele exemplaren geïdentificeerd als Gracilinanus agilis een secundair foramen ovaal (een eigenschap van de schedel) hadden, terwijl Gracilinanus-soorten dat niet hebben. Binnen de opossums is dat meestal een eigenschap die binnen geslachten niet verschilt. Daarom zochten ze naar andere verschillen tussen exemplaren van G. agilis. Tot hun verbazing was het niet moeilijk die te vinden. Daarom werd er uiteindelijk in 2005 een nieuw geslacht voor deze exemplaren beschreven, Cryptonanus. De eerste keer dat er iets met betrekking tot Cryptonanus werd gepubliceerd was in een voetnoot bij de beschrijving van Chacodelphys (2004). Het karyotype van C. agricolai in 2n=14, FN=24.

## Soorten

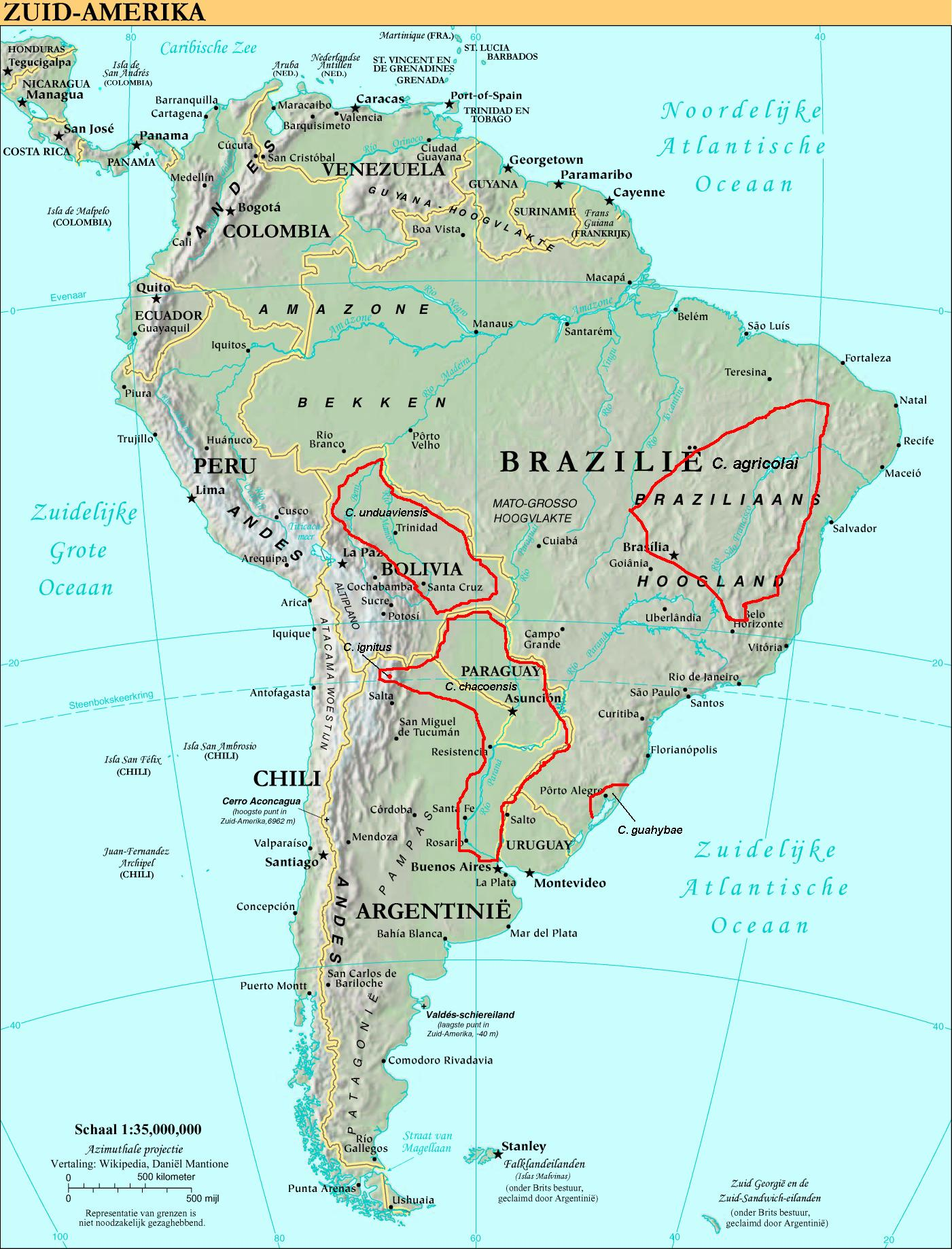
Verspreiding van de Cryptonanus-soorten. Klik voor een vergroting.

De beschrijvers geven alle soorten als aparte soorten, maar ze schrijven dat de verschillen onduidelijk zijn en dat er mogelijk maar één, geografisch variabele, soort is.
Het geslacht omvat de volgende soorten:
- Cryptonanus agricolai (Moojen, 1943) (cerrado en caatinga van Ceará, Goiás en Minas Gerais in oostelijk Brazilië; vroeger een synoniem van Gracilinanus emiliae)
- Cryptonanus chacoensis (Tate, 1931) (provincies Chaco, Jujuy en mogelijk Buenos Aires, Entre Rios, Formosa en Misiones (allemaal Argentinië), Paraguay en mogelijk Bolivia; vroeger een synoniem van Gracilinanus agilis)
- Cryptonanus guahybae (Tate, 1931) (Rio Grande do Sul in Brazilië; vroeger een synoniem van Gracilinanus microtarsus)
- Cryptonanus unduaviensis (Tate, 1931) (Oost-Bolivia; vroeger een synoniem van Gracilinanus agilis)